# Попов, Егор Александрович
Егор Александрович Попов (род. 16 февраля 1997, Тюмень) — российский хоккеист, нападающий.

## Биография
Начинал заниматься хоккеем в тюменском «Газовике», в 2009 году перешёл в челябинский «Трактор». В сезонах 2012/13 — 2013/14 играл за канадскую команду «Нотр-Дам Хаундс» в местной юниорской лиге. После двух сезонов, проведённых в клубе «Акадия-Батерст Титан» из QMJHL, вернулся в Россию. В системе ханты-мансийской «Югры» стал выступать за «Рубин» в ВХЛ, в сезонах 2016/17 — 2017/18 провёл четыре матча за «Югру» в КХЛ. Сезон 2019/20 начал в команде «Динамо» Тверь, затем вернулся в «Рубин».
29 августа 2021 года подписал контракт с «Нефтехимиком», 11 апреля продлил соглашение на год. 13 июля 2023 года подписал двухлетний контракт с «Трактором».